# Agios Vasileios (Ahaia)
Agios Vasileios  este un oraș în Grecia în Prefectura Ahaia.